# I.Ae. 24 Calquin
I.Ae.24 Calquin ("Royal Eagle") là một loại máy bay ném bom chiến thuật, do Instituto Aerotécnico (Córdoba) của Argentina thiết kế chế tạo ngay sau Chiến tranh thế giới II.

## Quốc gia sử dụng
Argentina
- Không quân Argentina

## Tính năng kỹ chiến thuật (I.Ae.24 "Calquín")
Dữ liệu lấy từ Jane's Encyclopedia of Aviation
Đặc điểm tổng quát
- Kíp lái: 2
- Chiều dài: 39 ft 4,5 in (12 m)
- Sải cánh: 53 ft 5,75 in (16,3 m)
- Chiều cao: 17 ft 5 in (5,3 m)
- Trọng lượng cất cánh tối đa: 15.873 lb (7.200 kg)
- Động cơ: 2 × Pratt & Whitney R-1830-G "Twin Wasp" kiểu động cơ piston bố trí tròn, 1.050 hp (782,5 kW)  mỗi chiếc

 Hiệu suất bay 
- Vận tốc cực đại: 440 km/h (273 mph, 237 knot)
- Tầm bay: 1.040 km (646 mi, 562 NM)
- Trần bay: 10.000 m (32.800 ft)

Trang bị vũ khí

- 4× pháo 20 mm Hispano Mk II
- 4× súng máy Browning.303 in (7,7 mm)
- 12 x rocket 60 lb (27 kg) (Mk VI)
- bombs=1.764 lb (800 kg)